# Rafał Alonso Gutierrez
Rafael Alonso Gutierrez (ur. 14 czerwca 1890; zm. 11 sierpnia 1936) – hiszpański błogosławiony Kościoła katolickiego. 

## Życiorys
Pochodził z religijnej rodziny. W dniu 24 września 1916 roku jego żoną została Adelaida Ruiz Canon. Z tego związku urodziło się sześcioro dzieci, z których dwoje zmarło we wczesnym dzieciństwie. Był prezesem Akcji Katolickiej. Podczas wojny domowej w Hiszpanii został aresztowany 4 sierpnia 1936 roku, a w dniu 11 sierpnia 1936 roku został stracony przed rozstrzelanie.
Beatyfikował go w grupie Józef Aparicio Sanz i 232 towarzyszy Jan Paweł II 11 marca 2001 roku.